# Metopius hilaroides
Metopius hilaroides là một loài tò vò trong họ Ichneumonidae.